# Манастир Рача
Манастир Рача из 1276. године, задужбина је краља Драгутина. Налази се на десној обали реке Раче, у подножју Таре, у близини Бајине Баште. Од манастира до Бајине Баште и ушћа речице Раче у Дрину има око 6 km. Припада Епархији жичкој Српске православне цркве и представља непокретно културно добро као споменик културе од великог значаја.
У манастиру се, од 1995. године, у првој недељи октобра, одржавају духовне свечаности „Дани Раче украј Дрине”.

## Предање и помињање
Према предању, манастир Рачу је подигао 1275. године српски краљ Драгутин (1276—1316), у монаштву назван Теоктист. Забележено је да је манастир подигнут на „подобије” ариљске цркве Светог Ахилија из Ларисе, за коју је историјски утврђено да је задужбина краља Драгутина, те се верује да је он оснивач и овог манастира, за шта нема поузданих доказа. Исто тако постоји веровање по којем се за настанак манастира узима период од 1276. до 1282. односно до 1299. године.
Записи који говоре о манастиру Рачи ослањају се или на предања или су писани касније, негде од 16. века. У рукопису манастира Свете Тројице код Пљеваља, постоји запис из 1516. године, у којем стоји: от здје почех писати аз Теодор, јеромонах Рачанин. У њој је потписан и први познати рачански преписивач Теодор јеромонах Рачанин. Други још сигурнији запис у једном рукопису у манастиру Беочин говори Сија књига глаголеми Синаксар манастира Раче. Сију водицу исписах аз, грешни Силвестар в лето 1623.
У Рачанском поменику, најстарији записи су из првих деценија 17. века. Из тог времена су и подаци откривени у Рачанском летопису, који се налази у Прагу.

## Старешине манастира
- Мелентије Стевановић, старешина манастира (1806—1824)
- Мојсеј Јовановић, старешина манастира (1824—1835)
- Максим Милетић, старешина манастира (1879—1911)
- Митрофан Иванчевић (1934— )[5]
- Василије Домановић, старешина манастира (1949—1950)
- Јулијан Кнежевић, старешина манастира (1950—1961)
- Хризостом Пајић, старешина манастира (1961—1995)
- Сава Ристић, старешина манастира (1995—2016)
- Герман Авакумовић, старешина манастира (2016—тренутни)

## Прошлост и обнова
Манастир је подигнут у некадашњој Соколској нахији. Више пута је уништаван и поново из пепела грађен. Вероватно је први пут пострадао са падом деспотовине под османску власт 1459. године, затим непосредно после Велике сеобе 1690. године и последњи пут после пропасти Првог српског устанка 1813. године. Прва обнова манастира организована је 1795. године захваљујући Хаџи Мелентију Стефановићу, архимандриту и каснијем устаничком вођи, који је преко васељенског патријарха успео да добије султанов ферман о обнови.

### Прва обнова 1795—1799.
Доступни извори говоре да је обнова манастирске цркве извршена за годину дана, од 22. августа 1795. до 22. јула 1796. године, уз безрезервну помоћ архимандрита троношког Стефана и двојице јеромонаха Јосифа и Исаија из манастира Троноша. Ужички епископ Данило, Хаџи Мелентија производи 8. септембра 1796. године за архимандрита рачанског и нову цркву освећује на Божић исте 1796. године. Црква је у обнови задржала пређашњи изглед, захваљујући делу материјала са првобитне грађевине. То се посебно односи на пластичну камену декорацију, као и на блокове сиге којима је била засведена стара црква посвећена Светом Вазнесењу. Црква је урађена у рашковизантијском стилу дужине 23m, ширине код певница 15,5m, висине 11m и олтара 8x6m. Радови у унутрашњости трајали су до 1799. године. У истом периоду извођени су радови на манастирским конацима и помоћним просторијама. Из те 1799. године сачуван је запис, који сведочи да су те године београдски митрополит Методије и соколски кнез Стеван продали Рачу београдском везиру за 15.000 гроша, те је са муком заузимањем Хаџи Мелентија то откупљено.

### Друга обнова 1816—1835.
Пошто је Игуман Хаџи Милентије био један од вођа у Првом српском устанку против Турака, био врло успешан у ослобађању Ужица и у одбрани народа, после слома Првог српског устанка, Турци су 16. октобра 1813. године спалили манастир као одмазду и убили два калуђера. Калуђере Исаију и Игњатија Турци су заклали над светом часном трпезом. По повратку Хаџи Мелентија у Србију, владало је расположење да се манастир поново обнови, тако да је он по други пут организовао обнову. Ангажовани су најпознатији градитељи тог доба Јања Михаиловић - Мали и Никола Ђорђевић - Цинцарин. После смрти Хаџи Мелентија, 1824. године, старешинство над манастиром је преузео архимандрит Мојсеј Јовановић, који је 1826. године, подигао манастирску цркву. Црква је покривена клисом, на темељима претходне грађевине и урађен конак са ћелијама и остале зграде, Тако да су до 1835. године завршени главни радови, осим живописа цркве.
Архимандриту Мојсеју у изградњи и обнови Раче био је од велике материјалне помоћи књаз Милош Обреновић, епископ ужички Никифор Максимовић, архимандрит Мелентије Креманац-Радовановић, рујански сердар и окружни начелник Јован Мићић и други.

### Иконостас
После обнављања манастирске цркве и подизања конака указала се потреба за иконостасом и живописом цркве. Али није било довољно новчаних средстава, тако да је тек половином августа 1840. године, Георгије Бакаловић, живописац, родом из Сремских Карловаца, започео са израдом иконостаса. Тада је поред иконостаса насликао и око двадесет празничних и других икона.

### Живопис
Цркву је живописао Димитрије Посниковић, у периоду од 1853. до 1854. године. О томе он у запису у цркви изнад западних улазних врата (портала) каже:
Иако се овде Посниковић у запису потписује сам као извођач радова на живопису цркве, са њим је као и у ужичкој цркви радио Милија Марковић, сликар из Пожаревца.
Димитрије Посниковић свој рад на живопису је радио на сувом малтеру (all-seco), користећи се скицама и моделима свога учитеља Димитрија Аврамовића, као и узорима немачких сликара, под утицајем западних сликара и прозападног стила и оријентације. Аутор је и лика Христовог са анђелима, споља изнад улазних врата.

### Звонара
Са северне стране, неколико метара од цркве, налази се велика звонара, подигнута 1849. године, висока колико црква са кубетом и има три спрата. Зидана је тесаним и ломљеним каменом. Зидови првог и другог спрата украшени су по једним прозором и слепим аркадама изнад чијих лукова стоји по једна мања розета. Приземље је без прозора, а на јужној страни зида према цркви налазе се улазна врата, изнад којих је на украшеној плочи запис.
По подацима, прва звона у обновљеном манастиру набављена су 1833. године, за које се не зна судбина. Звона са звонаре, којих је било два или три, аустријанци су 1918. године збацили и однели. Захваљујући јеромонаху Игуману Василију Домановићу, настојатељу Манастира Рача 1950. године и ђакону Павлу Стојчевићу, ушло се у траг тим звонима, око 1952. године, у банатском селу Малом Карловчићу, на торњу католичке цркве.

### Обнове после Другог светског рата
За време Другог светског рата, 1943. године, Бугари су конак из 1835. године, које је преуредио архимандрит Максим Милетић, опљачкали, спалили и манастиру причинили друге велике штете. Све до доласка јеромонаха Хризостома Пајића, 1961. године, није било прилика за неку озбиљнију обнову и доградњу. Он је са вредним братством успео да, за десет година, подигне нов конак на месту спаљеног у порти манастира, подигне на манастирском имању Манастирски станови, конак на два спрата са капелом и приземљем, изврши поправке пода у манастирској цркви, уклањањем похабаног дрвеног патоса и постављањем мермерног пода. Он је био и иницијатор и започео градњу још једног конака, северно од цркве, на месту где је била дотрајала стара качара и стари дотрајали конак.

## Манастирска ризница
Ризница манастира Раче била је једна од најбогатијих у нашим средњовековним манастирима. Чувала је многе црквене предмете, златне сасуде, црквене утвари, црквене рукописне књиге, одежде и многе друге драгоцености. Многе од тих предмета Турци су уништили, а велики део је за време Велике сеобе изнесен са монасима у Аустроугарску и никад није враћен. Остале су у манастиру Беочину и другим фрушкогорским манастирима и градовима по Аустроугарској, које су касније или Аустријанци и Мађари или хрватске усташе опљачкали и разнели у току Првог и Другог светског рата.
Тек у другој половини 20. века манастир се опоравља и уз помоћ надлежних установа за заштиту, стручних људи из области културе, археологије и истраживача књижевних радова Рачана преписивача. Обновљену ризницу манастира, 6. октобра 1996. године, после свете архијерејске литургије, пре освећења, отворили и благословили патријарх српски Павле и епископ жички Стефан.
Нову ризницу чине ствари и лични предмети Хаџи Мелентија Стефановића, златни крст са ланцем који је добио од на поклон од руског цара, устаничка застава из 1807. године коју је израдио сликар Стефан Гавриловић из Сремских Карловаца, Хаџи-Мелентијева устаничка каса и др. У ризници налази се део докумената о манастирској земљи, преписка, решења, судске одлуке и др.

## Рачанска преписивачка школа
За време турске владавине, манастир је био значајан центар преписивачке школе. Историја српске књижевности и највећи део стваралаштва у 17. и првим деценијама 18. века одређује појмом „Рачанска преписивачка школа”.
Турски путописац дервиш Зулих познатији као Евлија Челебија је 1630. године записао да је скрипторија имала 300 калуђера-преписивача, које је опслуживало 400 чобана, ковача, економа и друге послуге. У обезбеђењу је било 200 стражара.
Рачанска преписивачка школа се налазила на око 40 минута хода уз речицу Рачу, близу врела Лађевац. Рачански калуђери-преписивачи су ово место још у 17. веку називали Бања јер је температура воде 17 °C целе године. У непосредној близини Лађевца, коме се до изградње пешачке стазе врло тешко приступало, налази се испоснице, као и Скит Светог Ђорђа. Остаци средњовековне скрипторије још постоје и у фази су истраживања.

### Сеоба преписивача
Пошто су Срби у рату Аустрије против Турске 1683-1699. учествовали на аустријској страни и после аустријског пораза код Качаника, Срби су почели да се селе на север. За време велике сеобе под Патријархом Арсенијем Чарнојевићем (1690) године и многи калуђери из манастира Раче су стигли чак до Сент Андреје код Будимпеште. И њима захваљујући Сент Андреја је постао ускоро културни центар Срба у Угарској.
После извесног времена ови калуђери су се повукли на југ у манастир Беочин код Сремске Митровице у подножје Фрушке горе. И у овом манастиру су калуђери наставили да се баве преписивањем црквених књига. Међу овим калуђерима нарочито су се истакли Рачани: 
- Јеротеј Рачанин, који је написао „Путашаствије граду Јерусалиму“ - један од најстаријих сачуваних путописа у српској књижевности
- Кипријан Рачанин, који је у Сент Андреји саставио „Буквар словенских писмен“ и
- Гаврил Стефановић Венцловић.

## Чување Мирослављевог јеванђеља
У Рачи је за време Другог светског рата чувано Мирослављево јеванђеље највећи и најважнији документ српске књижевности из 12. века. За време Другог светског рата игуман Платон Милојевић га је сачувао испод камених плоча у олтару цркве и то га је спасло од бугарске казнене експедиције која је 1943. спалила све манастирске објекте.
Прича се да је краљ Петар II Карађорђевић преноћио у њему приликом повлачења из Београда 1941. године.

## Патријарх српски господин Павле
Патријарх српски господин Павле је био је у два маха монах у Манастиру Рача, од 1948—1950. и 1951—1955. године. Захваљујући њему, део светих моштију краља Драгутина, оснивача и ктитора манастира, могу видети у манастиру.

## Галерија
- Натпис на звонику.